# Таргунт
Таргунт (Tarḫunt) — бог погоди, грому та головний бог лувійців, народу бронзової доби та раннього залізного віку в Південному Причорномор'ї. Він тісно пов'язаний з хетським богом Таргунною та хурритським богом Тешубом.

## Історія
Ім'я протоарійського бога погоди можна реконструювати як *Tṛḫu-ent- («перемагаючий»), що пов'язано з протоіндоєвропейським коренем *terh — «перетинати, долати». Воно має споріднені мови: хетська tarḫu- , слов'янське (через) терні. Ця ж назва використовувалася майже в усіх індоєвропейських мовах Причорномор'я: хетській; карійській Trquδ- ; мілійській Trqqñt- ; лікійський: Trqqas, якого ототожнювали із Зевсом.
Норберт Еттінгер стверджував, що функції цього бога погоди в кінцевому підсумку походять від протоіндоєвропейського бога Перквуна, але стара назва з часом видозмінилась, що звучало близько до імені хатського бога бурі Теру.
У лувійському клинописі бронзової доби його ім'я з'являється як Tarḫunt-. Є епітетом ведичного божества Індри.
Ім'я бога часто зустрічається в особистих іменах. Найдавнішим прикладом є «Tarḫuan», відомий із хетського тексту з Кюльтепе 19 століття до н. е. Серед лувійців було прийнято, щоб люди носили ім'я бога, яке часто комбінувалося. У епоху бронзи та раннього заліза ці назви дуже поширені. Останні приклади походять з елліністичної південної Анатолії, як-от Таргумбій (Tarhun-piya- «Таргун-дар»), які засвідчені в Кілікії; або Таргундараду, король Арзави.

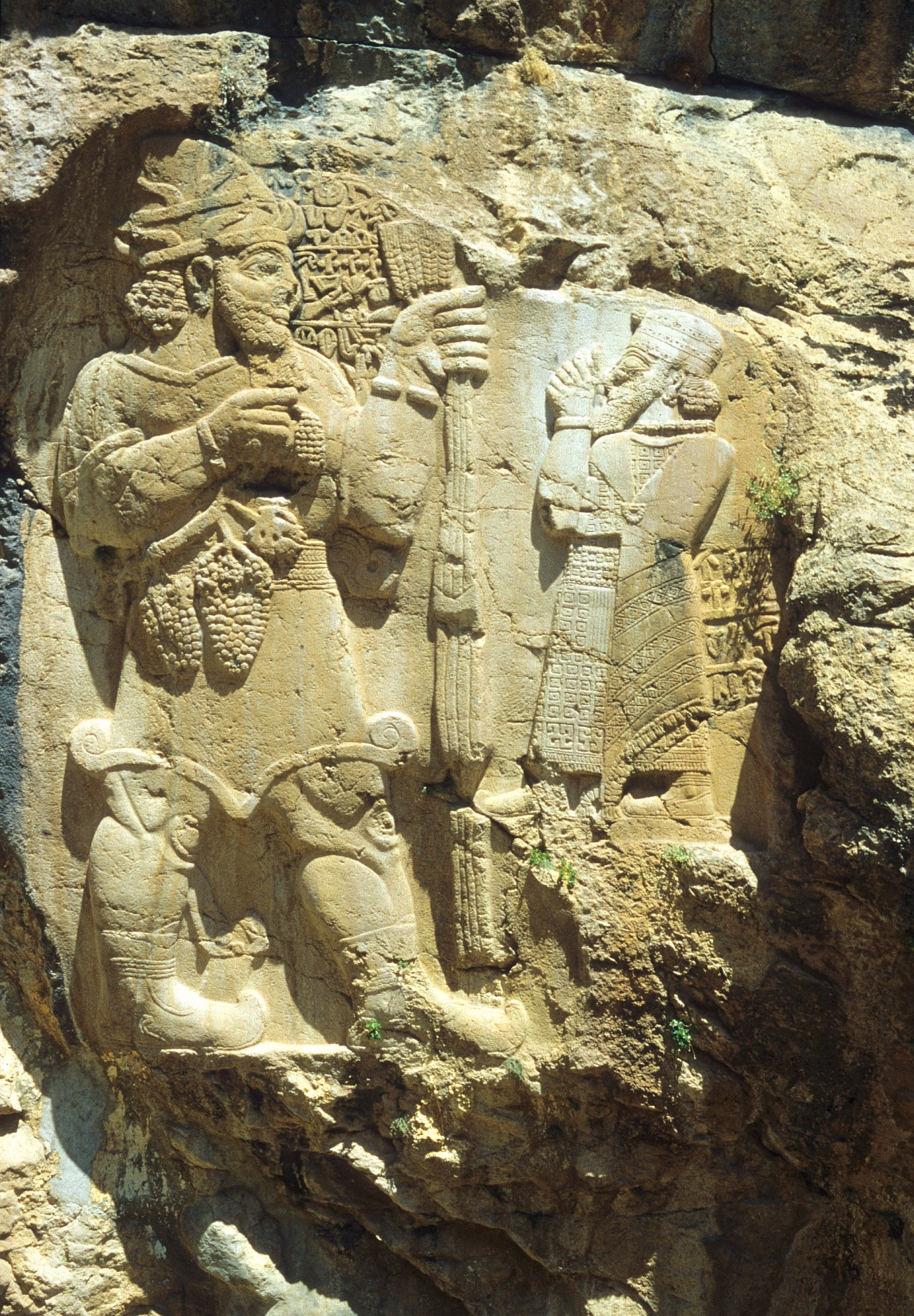
Таргунт у винограднику; Івризький рельєф

Відомий також легендарний прабатько скитів Таргітай. Крім того, хетське місто Таргунтаса назвали на честь лувійського бога погоди.
Лувійський бог погоди зберіг своє індоєвропейське коріння більш чітко, ніж хетський бог погоди Таргунна. Таким чином, він був менш тісно пов'язаний з биком, що був давнішою теїчною формою, ніж з конем. Відповідно до зафіксованого ритуалу Ухамува проти кінської чуми в Арзаві, коней бога погоди годували, а його колісницю змащували овечим жиром. Різні лувійські епітети Таргунта вказують на його функції. Він був «могутнім» і «помічником», але також «суворим». Так, на зображеннях залізного віку Таргунт зображений, таким що вбиває ворогів своєю сокирою. У битві він мчав попереду короля, забезпечуючи перемогу як «Таргунт полководець». Він також пов'язаний з горами («Гора-Таргунт»). У Каркемиші залізного віку існував культ Таргунта гори Арпута. Як бога неба, його називали Таргунтом Небес. Як сяючий бог або бог, що володіє блискавкою, він носив епітети «сяючий» і «громовержець» (piḫaššaššiš). Ім'я крилатого коня Пегаса в грецькій міфології походить від цього останнього епітета.
Хетський великий правитель Муваталлі II назвав його своїм захисником. Згідно з його словами, бог воскресив його і поставив царем хетського царства. Його молитва до бога демонструє лувійські риси: «Боже погоди громовержець, світи мені, як місячне світло, світи наді мною, як син бога неба!» (KUB 6.45 iii 68-70).
Лувійським нововведенням є уявлення про бога, як покровителя винограднику. Він вперше засвідчений у південноанатолійському виноградницькому ритуалі 16-го століття до нашої ери, у якому його закликали сприяти процвітанню королівського виноградника разом із богинею Мамою та іншими божественними парами, такими як Рунтія і Ала або Теліпіну та Малія.
У залізну добу Таргунту з виноградників особливо інтенсивно поклонялися в Табалі. Король Тувани Варпалавас II (2-га половина VIII століття до н. е.) наказав спорудити величний скельний рельєф із зображенням цього бога біля життєдайного джерела в Івризі. Таргунт зображений у вигляді бородатого бога з кучерявим волоссям і в шоломі. Він носить спідницю до колін і пояс, але без меча. У лівій руці він тримає гроно винограду, а в правій — колосся. У дурежаві Самал він з'являється у версії як Хадад з виноградника.
Вже в ранню бронзову добу Алеппо (Хальпа) було великим містом цього бога. Із завоюванням Сирії королем хетів Суппілуліумою I (1355—1325 рр. до н. е.) це місто було включено до Хетської держави, а Суппілуліума призначив свого сина Теліпіна царем-священиком Алеппо. Храм бога погоди в Алеппо був приведений у відповідність з хетським культом. Під час залізного віку новий храм був присвячений Таргунту з Хальпи.
На рельєфі з Арслантепе показано, що бог погоди та його супутник борються проти змієподібної водяної істоти. Це зображення нагадує хетську Іллуянку та хуритську Гадаму, міф, який широко поширений у протоіндоєвропейській релігії та по всьому Причорномор'ї й на Близькому Сході.

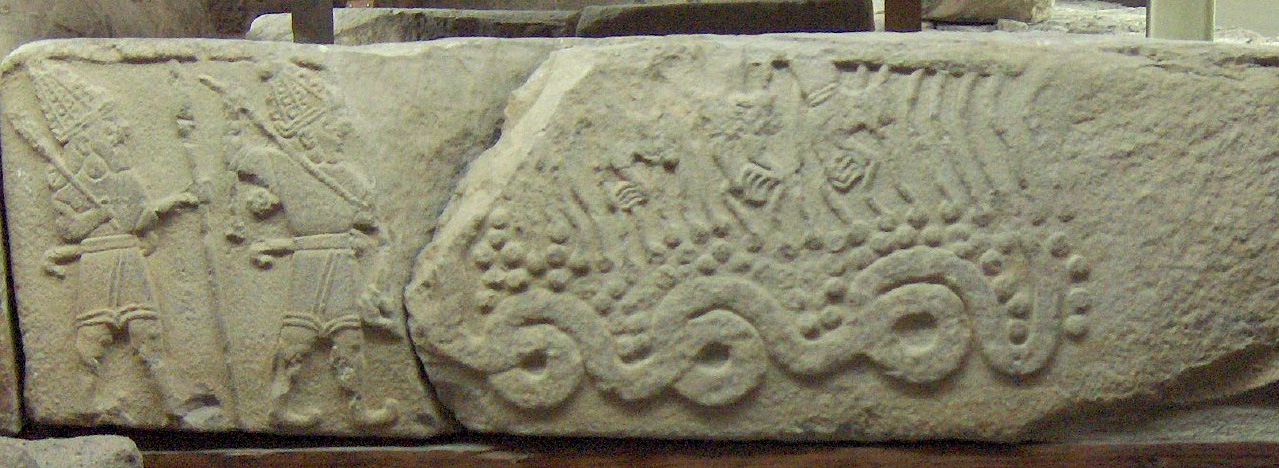
Лувійський рельєф з Арслантепе з богом погоди та супутником, які борються зі гадом-змієм

Цей давній міф був перейнятий у давньогрецьку міфологію, у якій Зевс бореться з драконоподібним Тифоном. Існує припущення, що міф був перенесений до давньої Греції з Кілікії, оскільки там існували інтенсивні контакти між античними греками та хетами з дуже ранніх часів. Ключові місця міфу також вказують у цьому напрямку: гора Касіос у північно-західній Сирії та територія навколо Корикосу в Гіркій Кілікії, де лувійська релігія збереглася до римського періоду.
З часів бронзової доби не збереглось зображень, які можна було б ідентифікувати як лувійського бога погоди. Однак з часів залізної доби відомо понад шістдесят рельєфів і статуй бога погоди. Їх можна розділити на три типи.
- У першому типі він зображений у вигляді бородатого бога в рогатому шоломі, короткій спідниці та мечі, що висить на поясі. У одній руці він тримає сокиру, а в іншій — громницю (блискавки). Над його головою може бути зображене крилате сонце, що свідчить про його божественну владу.
- Другий тип зображує його так само, але стоїть на спині бика. Цей образ використовувався для бога погоди Алеппо, який мав сильний вплив на сприйняття Таргунта в Сирії. Це зображення зникло в 7 столітті до нашої ери, але знову з'явилося в Північній Сирії на початку періоду Римської імперії та було перенесено в Центральну Європу як Юпітер Доліген, центр культу якого був у Дулуку, на північний захід від Каркеміша. Пам'ятка т.з. бронзовий трикутник Геддернґайма показує явну подібність Юпітера до лувійського зображення Таргунта.
- Третій тип зображає бога погоди з колосками і гронами винограду. Цей тип поширений у Табалі (Анатолія). Вищезгаданий рельєф Івріз є найвідомішим прикладом. Ця версія Таргунта може бути намальована без зброї або зображена з сокирою чи блискавкою.